# Троицкий (городской округ город Михайловка)
Троицкий — хутор в составе городского округа город Михайловка Волгоградской области.
Население — 1659 (2010)

## История
Хутор относился к юрту станицы Кумылженской Хопёрского округа Области Войска Донского. Основан в конце XIX века (В Списке населенных мест Области войска Донского по переписи 1873 года не значится). Согласно переписи населения 1897 года на хуторе проживало 56 мужчин и 50 женщин, из них грамотных: мужчин — 31, женщин — 10.
Согласно алфавитному списку населённых мест Области Войска Донского 1915 года на хуторе имелась паровая мельница, своего земельного надела хутор не имел, земля находилась в общем владении с хутором Крутинским, на хуторе проживало 125 мужчин и 124 женщины.
В 1919 году образован Троицкий сельсовет. В 1928 году Троицкий сельсовет был включён в состав Михайловского района Хопёрского округа (округ упразднён в 1930 году) Нижне-Волжского края (с 1934 года — Сталинградского края). В 1935 году в составе края был образован Калининский район, Троицкий сельсовет был передан в его состав (с 1936 года район - в составе Сталинградской области, с 1961 года - Волгоградской). В 1963 году Калининский район был ликвидирован,Троицкий сельсовет передан в состав Михайловского района.
В 2012 году хутор Троицкий был включён в состав городского округа город Михайловка

## География
Хутор расположен в степи, в пределах Хопёрско-Бузулукской равнины, по обе стороны от железнодорожного полотна ветки Волгоград I - Поворино. Хутор занимает водораздел балок Кумылга и Малый Караман. Высота центра населённого пункта около 155 метров над уровнем моря. Рельеф местности холмисто-равнинный. Почвы — чернозёмы южные.
К хутору имеется 7-км подъезд от федеральной автодороги "Каспий". По автомобильным дорогам расстояние до административного центра городского округа города Михайловки — 33 км, до областного центра города Волгограда — 220 км. В 3 км к востоку расположен ближайший населённый пункт посёлок Реконструкция. В границах хутора расположена железнодорожная станция Кумылга Приволжской железной дороги.
Климат
Климат умеренный континентальный (согласно классификации климатов Кёппена — Dfb). Многолетняя норма осадков — 437 мм. Наибольшее количество осадков выпадает в июне — 51 мм, наименьшее в феврале — 24 мм. Среднегодовая температура положительная и составляет + 6,7 °С, средняя температура самого холодного месяца января −9,2 °С, самого жаркого месяца июля +21,9 °С
Часовой пояс
Троицкий, как и вся Волгоградская область, находится в часовой зоне МСК (московское время). Смещение применяемого времени относительно UTC составляет +3:00.

## Население
Динамика численности населения по годам:
| 1897 | 1915 | 1987  | 2002 |
| ---- | ---- | ----- | ---- |
| 106  | 249  | ≈1700 | 1601 |

| 2010 |
| ---- |
| 1659 |